# Ashbury Heights
Ashbury Heights ist eine schwedische Synthie-Pop-Band von Anders Hagström mit wechselnden Sängerinnen.

## Geschichte
Ashbury Heights wurden 2005 von Anders Hagström und Yasmine Uhlin gegründet, nachdem sie herausgefunden hatten, dass sie die gleichen musikalischen Vorstellungen teilten.
John Fryer mischte ihr erstes Album Three Cheers for the Newlydeads ab, das 2007 erschien. 2008 meldeten sich Ashbury Heights mit der EP Morningstar in a Black Car zurück, im selben Jahr gab Uhlin ihren Ausstieg aus der Band beim letzten Konzert der Out Of Line Festival Tour 2008 in Hamburg bekannt.
Ashbury Heights, nun mit der neuen Sängerin Kari Berg, veröffentlichten am 2. Juli 2010 ihr zweites Album Take Cair Paramour.
Am 11. Oktober 2010 gab Anders Hagström auf Myspace die Auflösung der Band bekannt.
Im September 2011 teilte Hagström via Twitter mit, dass es ein Comeback geben werde und man eine neue Sängerin suche.
Nachdem Anfang 2013 über Facebook mitgeteilt wurde, dass alle Probleme beseitigt seien und man an neuen Stücken arbeite, wurde im Oktober desselben Jahres offiziell Tea F. Thime als neue Sängerin bekanntgegeben.
Am 25. Juli 2015 veröffentlichten Ashbury Heights ihr drittes Album The Looking Glass Society.
Am 5. Februar 2019 gab Thime via Facebook bekannt, das Projekt zu verlassen.
Im Januar/Februar 2020 tourte Ashbury Heights zusammen mit Massive Ego auf Persistent Illusions Tour durch Deutschland. Bei den insgesamt sechs Auftritten waren wieder Yasmine Uhlin als Sängerin sowie die Musiker Elliot Berlin, Johan Andersson dabei.

## Stil
Der Stil der Band bewegt sich zwischen schnellen Elektro-Sounds mit Dance-Elementen gepaart und ruhigen Balladen. Klanglich erinnert die Band oft an Synthie-Pop-Bands wie Depeche Mode, Camouflage oder Mesh.
Auf dem zweiten Album Take Cair Paramour werden auch vereinzelt Rockgitarren verwendet wie z. B. in dem Lied Anti Ordinary.

## Diskografie
- 2005: Angora Overdrive (Demo)
- 2006: Parliament of Rooks (EP)
- 2007: Three Cheers for the Newlydeads (Album)
- 2008: Morningstar in a Black Car (EP)
- 2010: Take Cair Paramour (Album)
- 2010: Origins (Compilation / Three Cheers for the Newlydeads & Morningstar in a Black Car)
- 2015: The Looking Glass Society (Album)
- 2018: The Victorian Wallflowers (Album)
- 2024: Ghost House Sessions (Album)